# Khoách Khuếch Thiếp Mộc Nhi
Khoách Khuếch Thiếp Mộc Nhi (giản thể: 扩廓帖木儿; phồn thể: 擴廓帖木兒) hay Khố Khố Đặc Mục Nhĩ (庫庫特穆爾, chữ Mông Cổ kinh điển: ᠬᠥᠬᠡᠲᠡᠮᠦᠷ, phiên âm La Tinh: Köketemür, chữ Kirin Mông Cổ: Хөхтөмөр) không rõ năm sinh, mất ngày 17 tháng 9 năm 1375, tên Hán là Vương Bảo Bảo (王保保), tướng lĩnh cuối đời nhà Nguyên, trụ cột của triều đình Bắc Nguyên.

## Thân thế
Cha là người Trầm Khâu , họ Vương, thuộc dân tộc Hán . Mẹ là chị của Sát Hãn Thiếp Mộc Nhi, thuộc dân tộc Uyghur (Úy Ngột Nhi). Tên lúc nhỏ của ông là Bảo Bảo, được Sát Hãn Thiếp Mộc Nhi vốn không có con, nhận làm con nuôi.
Năm Chí Chính thứ 21 (1361), Sát Hãn phái ông đưa lương thực đến Kinh sư, được Nguyên Huệ tông ban cho tên Mông Cổ là Khoách Khuếch Thiếp Mộc Nhi. Có thuyết nói là ông được ban tên này khi phò tá Nguyên Thái tử vào năm thứ 24 (1364).

## Thay thế cha nuôi
Năm thứ 22 (1362), lực lượng địa chủ vũ trang của Sát Hãn liên tiếp đánh bại các cánh quân khởi nghĩa nông dân, nhưng ông ta lại bị hàng tướng nghĩa quân Khăn đỏ là bọn Điền Phong, Vương Sĩ Thành mưu sát tại Ích Đô. Huệ Tông lập tức bái Khoách Khuếch Thiếp Mộc Nhi làm Ngân thanh Vinh lộc đại phu, Thái úy, Trung thư bình chương chánh sự tri Xu mật viện sự, Thái tử chiêm sự, được tùy nghi làm việc, tổng lĩnh quân đội của cha nuôi.
Khoách Khuếch gấp gáp tấn công Ích Đô, đào địa đạo đánh thành. Hạ được thành, moi tim bọn Điền Phong, Vương Sĩ Thành để tế Sát Hãn, ngoài ra còn giải bọn Trần Nhu Đầu hơn 200 người về kinh sư. Đồng thời ông phái đại tướng Quan Bảo chiếm Lữ Châu ở phía đông, Sơn Đông lại yên. Khi ấy đông từ Lâm Nghi, tây đến Quan Thiểm, đều không còn nghĩa quân. Khoách Khuếch đóng quân ở Hà Nam, rất được triều đình xem trọng.

## Tranh giành quyền lực
Trong lúc các lực lượng nổi dậy của Chu Nguyên Chương, Trần Hữu Lượng xung đột ở Giang Nam, Khoách Khuếch lại bất đồng với đồng liêu của Sát Hãn là Bột La Thiếp Mộc Nhi, mấy lần giao chiến ở khoảng giữa Thái Nguyên – Đại Đồng. Năm Chí Chánh thứ 24 (1364), Bột La mượn danh nghĩa "thanh quân trắc" vào triều, thái tử Ái Du Thức Lý Đạt Tịch (Ayu Sridara) chạy đến chỗ Khoách Khuếch. Ông phái quân giúp Thái tử, nhưng không thành công. Năm sau, Khoách Khuếch lại cất quân thảo phạt Bột La, Huệ tông lừa giết được Bột La. Ông phò tá Thái tử trở về, được phong Thái phó, Tả thừa tướng.
Khoách Khuếch tuy công cao, nhưng chịu nhiều sự nghi kỵ trong triều. Ông sống nơi quân ngũ đã lâu, cũng không muốn ở lại, nên xin ra ngoài. 2 tháng sau, Khoách Khuếch xin đi bình định Giang, Hoài. Có chiếu cho phép, phong Hà Nam vương, tổng lĩnh binh mã cả nước, thay Hoàng thái tử xuất chinh, được đem theo một nửa số quan viên trong triều.

## Mất sạch chức tước
Bấy giờ Chu Nguyên Chương vừa diệt Trần Hữu Lượng, thế lực của Trương Sĩ Thành cũng không nhỏ, Khoách Khuếch không dám khinh suất, truyền hịch gọi 4 tướng quân ở Hoài Nam là bọn Lý Tư Tề, Trương Tư Đạo, Khổng Hưng, Thoát Liệt Bá. Bọn Tư Tề năm xưa cùng khởi binh với Sát Hãn, cậy mình ở vai cha chú, không phục. Ông cũng dựa vào quyền tổng lĩnh binh mã cả nước của mình, phái em trai Thoát Nhân Thiếp Mộc Nhi đem 1 cánh quân đến Tế Nam, đề phòng nghĩa quân ở phía nam, tự mình soái quân đánh dẹp bọn Tư Tề. Đôi bên giằng co mấy năm vẫn không có kết quả. Triều đình giảng hòa, Khoách Khuếch tuy đưa quân về phía đông, lại ngầm phái Mạch Cao xâm nhập Hà Trung, hòng lật đổ sào huyệt Phượng Tường của Tư Tề. Nhưng bộ hạ của Mạch Cao phần lớn là người cũ của Bột La, bèn ép Mạch Cao phản lại Khoách Khuếch, tập kích Vệ Huy, Chương Đức rồi vào triều đổ tội của ông.
Khi xưa Thái tử ở chỗ Khoách Khuếch, từng muốn bắt chước Đường Túc tông lên ngôi tại Linh Vũ, nhưng ông từ chối. Từ đó, Thái tử ngậm hờn, mà Huệ tông cũng nghi ngờ ông. Đến nay, triều thần lại đàn hặc ông có tội cứng đầu, Huệ tông thì miễn chức thái phó, trung thư tả thừa tướng của ông, lệnh cho ông quay về thực ấp Nhữ Nam, phân chia quân đội của ông cho các tướng; Thái tử thì tự nắm lấy binh quyền, ra mặt đề phòng Khoách Khuếch.
Khoách Khuếch nhận chiếu, lui quân về Trạch Châu, bộ tướng Quan Bảo của ông cũng về với triều đình. Triều đình ban chiếu cho bọn Tư Tề ra khỏi cửa quan, cùng Mạch Cao hợp công Khoách Khuếch, lại phái Quan Bảo đồn thú ở Thái Nguyên. Ông căm giận, đưa quân chiếm Thái Nguyên, giết sạch quan lại mà triều đình cắt đặt. Triều đình bèn cắt hết quan tước của Khoách Khuếch, lệnh cho binh mã các nơi thảo phạt.

## Khôi phục chức tước
Lúc này quân Minh đã hạ được Sơn Đông, thu lấy Đại Lương. Lương vương A Lỗ Ôn, cha của Sát Hãn, dâng Hà Nam đầu hàng. Thoát Nhân Thiếp Mộc Nhi thua chạy, còn các cánh quân khác đều tan rã, không ai chống cự. Quân Minh bức đến Đồng Quan, bọn Tư Tề hoảng sợ chạy về phía tây, còn bọn Mạch Cao, Quan Bảo bị Khoách Khuếch bắt giết. Huệ tông cả sợ, hạ chiếu quy tội cho Thái tử, bãi bỏ binh quyền của ông ta, khôi phục quan tước của Khoách Khuếch, lệnh cho ông cùng bọn Tư Tề thảo phạt quân Minh. 1 tháng sau, quân Minh bức đến Đại Đô, Huệ tông chạy lên phía bắc (từ đây sử gọi là nhà Bắc Nguyên). Khoách Khuếch cứu viện không kịp, tháng 8 năm Chí Chánh thứ 28 (1368), quân Minh chiếm được Đại Đô.
Khoách Khuếch sai tướng đánh bại tướng nhà Minh là bọn Thang Hòa ở Hàn Điếm. Huệ tông ở Khai Bình lệnh cho ông thu phục Đại Đô. Khoách Khuếch từ phía bắc ra khỏi Nhạn Môn, muốn từ Bảo An đi qua Cư Dung mà tấn công Bắc Bình. Tướng nhà Minh là bọn Từ Đạt, Thường Ngộ Xuân nhân đó tập kích Thái Nguyên, ông quay về cứu, không ngờ bộ tướng Khoát Tị Mã ngầm hàng Minh. Quân Minh cướp trại trong đêm, Khoách Khuếch hoảng hốt đưa 18 kỵ binh chạy về phía bắc. Sau khi quân Minh vào Quan, bọn Tư Tề kẻ đầu hàng người bỏ trốn, nhà Nguyên chỉ còn dựa vào Nạp Cát Xuất ở phía đông bắc và Khoách Khuếch ở phía tây bắc mà chống giữ.

## Duy trì nhà Nguyên
Tháng 6 năm Chí Chánh thứ 29 (1369), quân Minh lần thứ 1 tiến hành bắc phạt. Huệ tông chạy đến Ứng Xương . Khoách Khuếch ở phía tây, chỉ có thể phần nào hạn chế quân Minh. Ông bao vây Trương Ôn ở Lan Châu, sau đó tiêu diệt toàn bộ cánh quân cứu viện, kể cả chủ tướng Vu Quang.
Ngày 3 tháng 1 năm sau (1370), quân Minh lần thứ 2 tiến hành bắc phạt. Ngày 8 tháng 4, tướng nhà Minh là bọn Từ Đạt trong trận Trầm Nhi Dục, đánh bại Khoách Khuếch giữa đám mồ hoang ở Xuyên Bắc.Ông chỉ đưa vợ con vài người vượt Hoàng Hà, ra khỏi Ninh Hạ chạy đến Hòa Lâm . Ngày 28 tháng 4, Huệ tông băng hà, Thái tử kế vị, tức là Nguyên Chiêu tông , ủy thác quốc sự cho Khoách Khuếch.
Năm Tuyên Quang thứ 3 (1373), quân Minh lần thứ 3 tiến hành bắc phạt, chia 3 đường mà tiến. Khoách Khuếch dụ chủ tướng cánh quân Trung lộ của nhà Minh là Từ Đạt đến gần Hòa Lâm mà đánh bại. Trong khi đó, cánh quân Tây lộ của Lý Văn Trung cũng thất bại, buộc toàn quân nhà Minh phải triệt thoái.
Năm sau (1374), ông tấn công Nhạn Môn, Minh Thái tổ lệnh cho các tướng phòng bị nghiêm ngặt. Theo Minh sử, từ sau chiến dịch Hòa Lâm, quân Minh hiếm khi ra khỏi biên cương.
Năm thứ 5 (1375), Khoách Khuếch đưa Chiêu tông dời đến Kim Sơn , mất ở Nha Đình thuộc bể Cáp Lạt Na . Vợ là Mao thị cũng treo cổ mà chết.

## Dật sự
Khi xưa Khoách Khuếch ở Hà Nam, Chu Nguyên Chương thường sai sứ đến thông hảo, ông đều không gặp. Thư từ gởi đến, đều không đáp lại. Về sau Khoách Khuếch chạy ra Tái Bắc, Minh Thái tổ thường sai sứ chiêu dụ, cũng không đáp ứng. Cuối cùng Thái tổ sai Lý Tư Tề đến. Ban đầu, Khoách Khuếch tiếp đãi ông ta theo lễ. Sau đó lại sai kỵ sĩ đưa về. Đến địa giới nhà Minh, kỵ sĩ nói: "Chủ soái có lệnh, xin ngài lưu lại một vật để kỷ niệm." Tư Tề đáp: "Ta đi xa không mang theo gì cả!" Kỵ sĩ bèn nói: "Xin ngài để lại 1 cánh tay!" Tư Tề không làm sao được, đành phải chặt tay. Ông ta trở về không lâu thì chết.
Sau chiến dịch Hòa Lâm, một ngày kia Thái tổ bày tiệc thết đãi các tướng lĩnh, đột nhiên hỏi: "Kỳ nam tử trên đời có thể là ai ?" Các tướng đáp là Thường Ngộ Xuân. Thái tổ cười nói: "Ngộ Xuân tuy là hào kiệt, nhưng đã là thần tử của ta. Bảo Bảo rốt cục vẫn không chịu hàng phục ta, thật là kỳ nhân, kỳ nam tử vậy!" Diêu Phúc, "Thanh khê hạ bút" chép rằng: sau khi Thái tổ tán dương Vương Bảo Bảo, dân gian có câu ngạn ngữ để châm biếm những kẻ kiêu căng là: "thường tây biên nã đắc Vương Bảo Bảo lai da!" (tạm dịch: có giỏi thì ra biên giới phía tây mà bắt Vương Bảo Bảo về đây!)
Trần Kiến (1497 – 1567), "Hoàng Minh thông kỷ" chép rằng Minh Thái tổ có 3 việc không làm xong: 1 là Thiếu Truyền quốc tỷ. 2 là chưa bắt được Vương Bảo Bảo. 3 là không có tin tức của Nguyên thái tử (bắt hụt trong lần Bắc phạt thứ 2). Có thể thấy, đối với Minh Thái tổ, ông xếp trên cả Nguyên Thái tử.

## Thân nhân, bộ hạ
Khoách Khuếch có 1 em trai và 1 em gái. Em trai vốn họ Vương, được ban tên Mông Cổ là Thoát Nhân Thiếp Mộc Nhi. Sau khi anh mất, Thoát Nhân tiếp tục phò tá nhà Bắc Nguyên, tháng 4 năm Hồng Vũ thứ 21 (1388), thua trận bị bắt. Ông bị đày đến Kế Châu, tìm cách liên hệ với các hàng tướng nhà Nguyên, bị phát giác. Tháng 7 cùng năm, bị tướng nhà Minh là Lam Ngọc giết chết.
Em gái Vương thị ở lại Hà Nam, trở thành con dân nhà Minh. Tháng 9 năm Hồng Vũ thứ 4 (1371) được gả cho con trai của Thái Tổ là Tần vương Sảng, được phong Tần vương chánh phi. Năm thứ 28 (1395), Tần vương hoăng, cô ta bị tuẫn táng theo.
Tiến sĩ triều Nguyên là Thái Tử Anh bị bắt trong trận Trầm Nhi Dục, dù bị tra tấn hay dụ dỗ đến đâu cũng không khuất phục. Một ngày kia bỗng rơi nước mắt, nói: "Không phải cho ta, là cho chủ nhân của ta!" Thái Tổ rất cảm động, đến năm Hồng Vũ thứ 9 (1376) được thả về Tái Bắc, khi đó Khoách Khuếch đã mất rồi.